# Instituto Politécnico de Burdeos
El Instituto Politécnico de Burdeos (en francés: Institut polytechnique de Bordeaux) (Bordeaux INP) (Polytechnic Institute of Bordeaux, Groupe Bordeaux INP y antes INPB) es un sistema universitario tecnológico francés formado por seis escuelas de ingeniería.
El instituto es un Grand établissement.
El INP de Burdeos ofrece a través de sus escuelas internas nueve especialidades de ingeniería, en:
- Ingeniería Agroalimentaria y Biológica
- Biotecnología
- Química y Física de Ingeniería
- Cognitivo
- Electrónica
- Georecursos y medio ambiente
- Ciencias de la Computación
- Matemáticas y mecánica
- Rendimiento industrial y mantenimiento aeronáutico[2]
- Telecomunicaciones.

El instituto también ofrece Maestrías en Ciencias en: Sistemas de radio y telecomunicaciones, Nano y Micro tecnologías, Diseño y procesamiento de materiales inorgánicos, y en Formulación Aplicada de Polímeros y Coloides.

## Profesor notable
- Rémi Abgrall, matemático aplicado francés.